# Roc del Bordaler
El Roc del Bordaler és una muntanya de 1.273 metres que es troba al municipi de Montferrer i Castellbò, a la comarca de l'Alt Urgell.